# Drosophila painii
Drosophila painii este o specie de muște din genul Drosophila, familia Drosophilidae, descrisă de Singh și Negi în anul 1995. Conform Catalogue of Life specia Drosophila painii nu are subspecii cunoscute.